# Carlos Muñiz Muñoz
Carlos Muñiz Muñoz (Zaragoza, España, 21 de diciembre de 1995) es un árbitro de fútbol español adscrito al comité aragonés del Comité Técnico de Árbitros. Desde la temporada 2024‑25 milita en la Segunda División (LaLiga Hypermotion), tras su ascenso en junio de 2024. Fue presentado por la prensa como el árbitro más joven del fútbol profesional español en el momento de su promoción.

## Trayectoria
Se formó en el arbitraje aragonés y debutó en la desaparecida Segunda División B en la temporada 2019‑20. Entre 2021 y 2023 dirigió en Primera Federación. En junio de 2024 fue promovido al fútbol profesional, integrándose en la plantilla de la Segunda División para la 2024‑25.
Durante su primera campaña en LaLiga Hypermotion (2024‑25) dirigió, entre otros, el Sporting–Tenerife del 5 de abril de 2025 en El Molinón (1‑3).
En la Copa del Rey 2024‑25 fue designado en dos eliminatorias, según recogió la prensa especializada.

## Temporadas
| Categoría          | País   | Años          | Partidos |
| ------------------ | ------ | ------------- | -------- |
| Segunda División B | España | 2019–2021     | 13       |
| Primera Federación | España | 2021–2023     | 26       |
| Segunda División   | España | 2024–2025     | 21       |
| Segunda División   | España | 2025–presente | —        |

Datos de partidos por categoría según BDFutbol (actualizados a 17/08/2025).